# Pentapodus
Pentapodus is een geslacht van straalvinnige vissen uit de familie van valse snappers (Nemipteridae).

## Soorten
- Pentapodus aureofasciatus Russell, 2001
- Pentapodus bifasciatus (Bleeker, 1848)
- Pentapodus caninus (Cuvier, 1830)
- Pentapodus emeryii (Richardson, 1843)
- Pentapodus nagasakiensis (Tanaka, 1915)
- Pentapodus numberii Allen & Erdmann, 2009
- Pentapodus paradiseus (Günther, 1859)
- Pentapodus porosus (Valenciennes, 1830)
- Pentapodus setosus (Valenciennes, 1830)
- Pentapodus trivittatus (Bloch, 1791)
- Pentapodus vitta Quoy & Gaimard, 1824